# Régiment de Bigorre
Le régiment de Bigorre est un régiment d’infanterie du royaume de France créé en 1684 et licencié en 1762.

## Création et différentes dénominations
- 1er décembre 1684 : création du régiment de Bigorre, au nom de la province de Bigorre, près de Tarbes.
- 25 novembre 1762 : licencié.

## Colonels et mestres de camp
- 9 septembre 1684 : Étienne Gérard Pellot de Trévières (1661-1726), chevalier Pellot, brigadier le 3 janvier 1696, † 24 juin 1726, âgé de 65 ans[1].
- février 1702 : Pierre III de Chertemps, marquis de Seuil[2].
- 9 mars 1709 : Gabriel-Jacques de Salignac, marquis de Fénelon, né le 25 juillet 1688, brigadier le 1er février 1719, maréchal de camp le 1er août 1734, lieutenant général des armées du roi le 1er mars 1738, † 11 octobre 1746[3].
- 6 mars 1719 : René Théophile Ier de Maupeou, marquis de Sablonnières, né le 9 juillet 1697, brigadier le 1er août 1723, maréchal de camp le 1er janvier 1740, déclaré lieutenant général des armées du roi en octobre 1745 par pouvoir du 1er mai, † 14 mai 1746[4].
- 21 février 1740 : Louis Charles Alexandre (1716-1800), chevalier puis marquis de Maupeou, né le 9 avril 1716, brigadier le 4 août 1746, déclaré maréchal de camp en février 1749 par brevet expédié le 10 mai 1748, lieutenant général des armées du roi le 17 décembre 1759[5].
- février 1749 : René Théophile II de Maupeou (1730-1792), marquis de Sablonnières.

## Historique des garnisons, combats et batailles du régiment
Le régiment de Bigorre est formé le 9 septembre 1684. Il se compose de 15 compagnies, dont 14 anciennes du régiment de Navarre et une nouvelle, la compagnie colonelle.
- 1690 : Alpes, Cahours, Suze, Staffarde (18 août)
- 1691 : Savoie, Nice
- 1693 : La Marsaglia
- 1696 : Valenza
- 1697 : Moselle
- 1700 : Italie
- 1701 : Carpi, Chiari, garnison à Mantoue
- 1705 : Espagne. Badajoz, Gibraltar
- 1707 : Andalousie, Lérida
- 1709 : Dauphiné
- 1710 : Flandre
- 1712 : Douai, Le Quesnoy, Bouchain
- 1733 : Rhin
- 1734 : Philippsbourg, puis y reste en garnison
- 1739 : il est composé d'un bataillon de 40 officiers et de 510 soldats, sergents et tambours et se trouve en garnison Tournon en Vivarais[7]
- 1740 : Citadelle de Perpignan[8]
- 1743 : Bas-Rhin, Dettingen (27 juin)
- 1744 : Rheinweiler, Lauter, Fribourg
- 1745 : Kronembourg
- 1746 : Flandre, Raucoux
- 1747 : Provence, Nice
- 1748 : Gênes
- 1756 - 1762 : côtes de Bretagne
- 1761 : défense de Belle-Île-en-Mer
- 23 avril 1762 : formation du corps des grenadiers royaux de la Martinique de 5 compagnies de Bigorre et du bataillon de grenadiers d’Huart débarquées le 29 mars et revenant de la Martinique.

## Drapeaux
3 drapeaux, dont un blanc colonel et 2 d’ordonnance, « rouges, jaunes & verts par bandes & par opposition, & croix blanches ».

Drapeaux du régiment de Bigorre
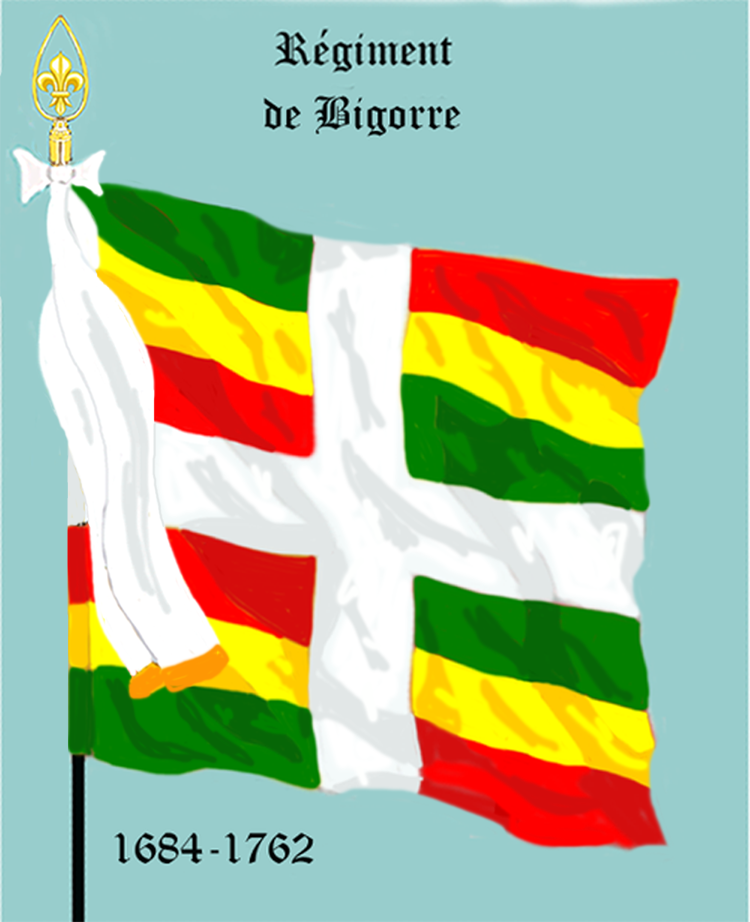
Drapeau d'Ordonnance
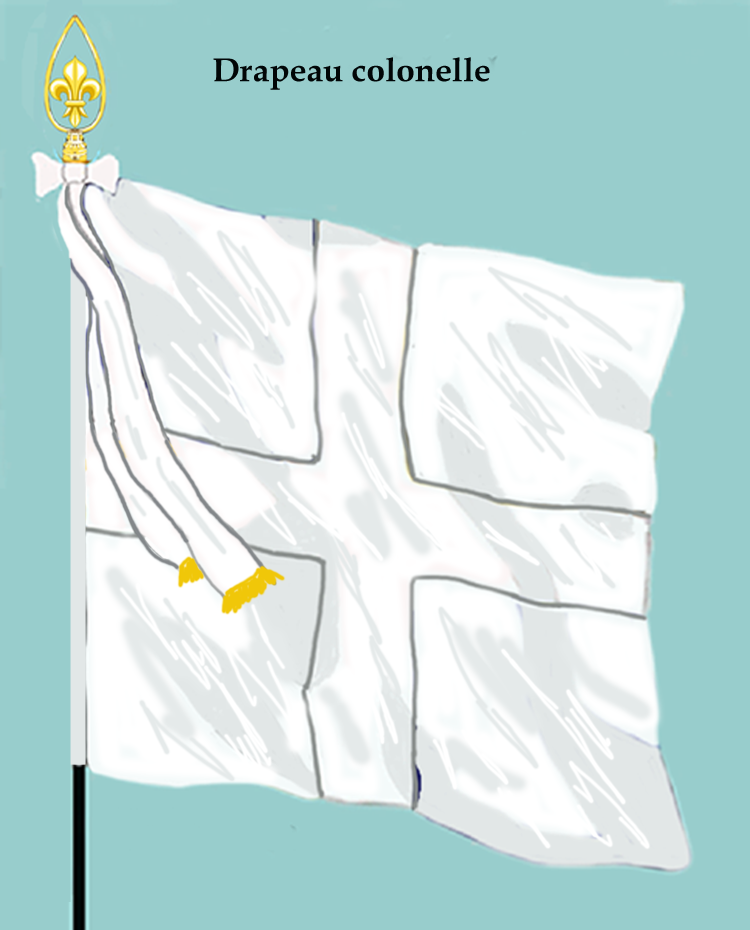
Drapeau Colonel

## Habillement
Veste, collet et parements bleus, poches ordinaires ; boutons et galon d'or. Les officiers portaient le parement de velours. 

Uniformes
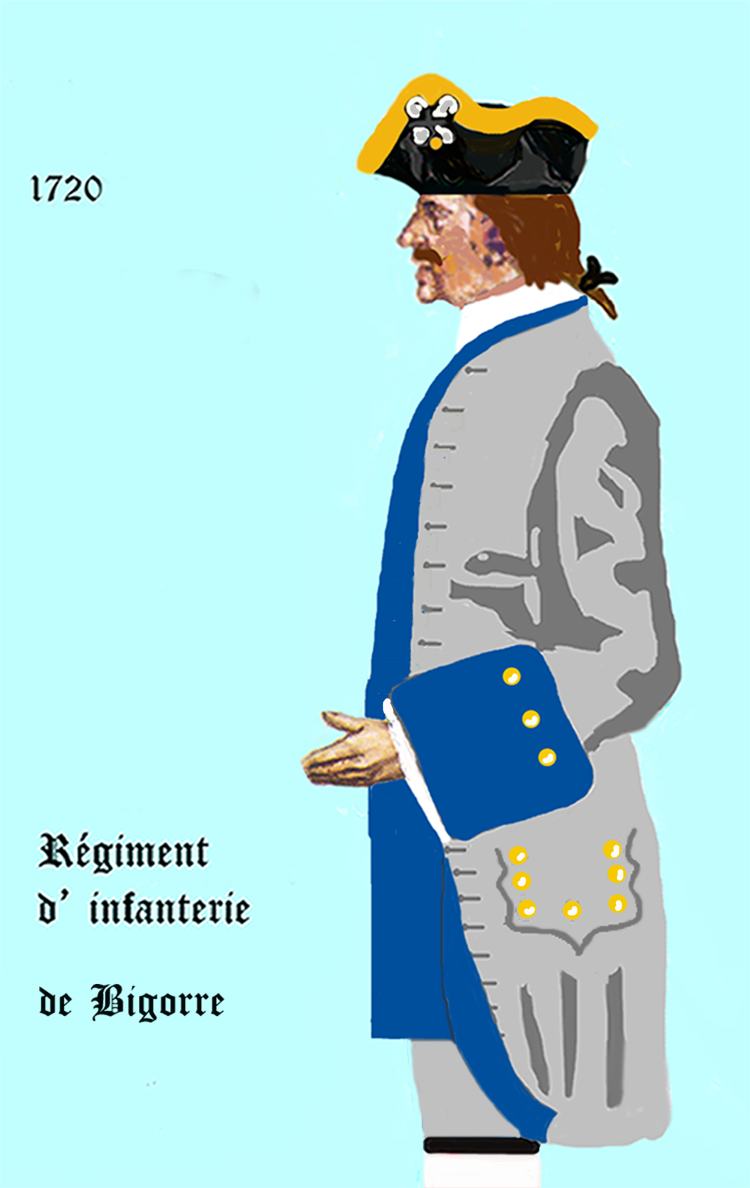
régiment de Bigorre de 1720 à 1734
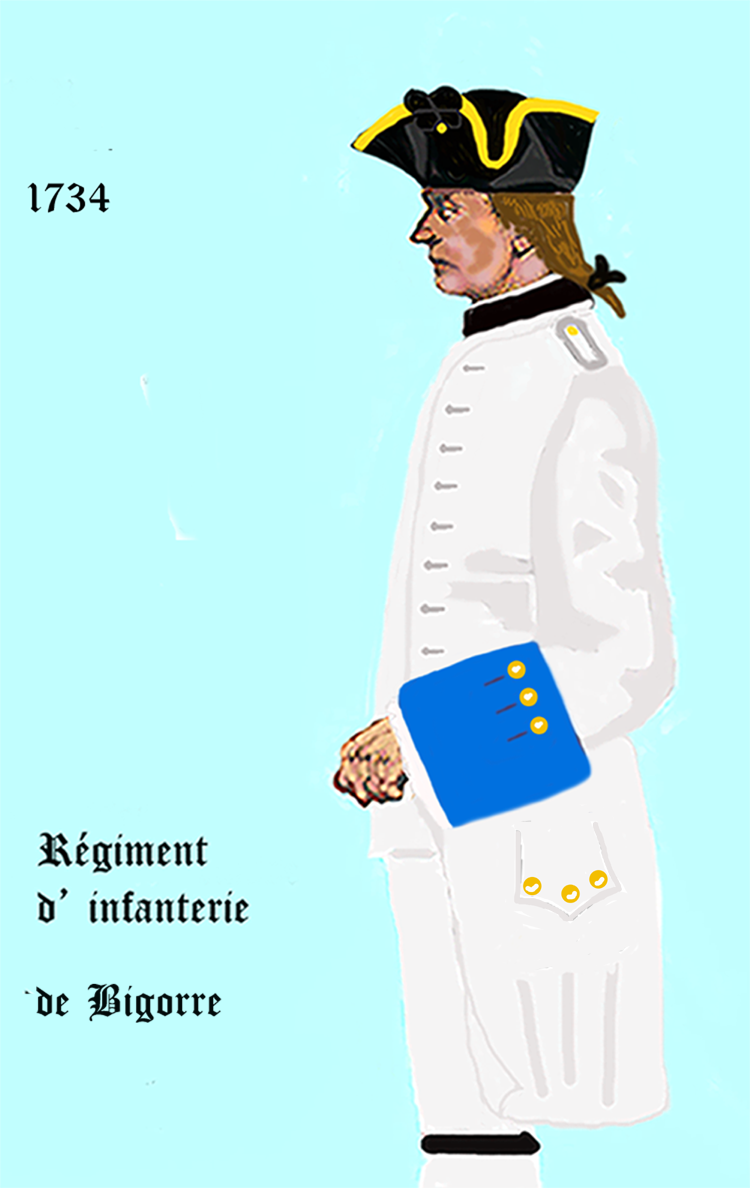
régiment de Bigorre de 1734 à 1762